# Catagramma mellyi
Catagramma mellyi är en fjärilsart som beskrevs av Achille Guenée 1872. Catagramma mellyi ingår i släktet Catagramma och familjen praktfjärilar. Inga underarter finns listade i Catalogue of Life.